# Institut d'art contemporain de Villeurbanne
Pour les articles homonymes, voir IAC.
L'Institut d'art contemporain (IAC) est un centre d'art contemporain situé à Villeurbanne. Il accueille également le fonds régional d'art contemporain de la région Rhône-Alpes.

## Historique
L'Institut est né en 1998 de la fusion du centre d'art contemporain Le Nouveau Musée, créé par Jean-Louis Maubant en 1978 et du FRAC Rhône-Alpes. Il est situé sur la commune de Villeurbanne.

## Collection permanente
Comme tout FRAC, l'Institut d'art contemporain de Villeurbanne détient une collection d'œuvres contemporaines, d'artistes « renommés » (Alighiero Boetti, Daniel Buren, Yona Friedman, Éric Poitevin, etc.) ou encore peu connus. Cette collection est exposée régulièrement dans l'Institut, mais aussi en dehors, dans toute la région Rhône-Alpes.

## Activités
Jean-Louis Maubant est le fondateur du Nouveau Musée (à l’origine de l’Institut) et directeur de la structure de 1978 à 2006. Il est décédé en 2010.
Nathalie Ergino en est la directrice depuis 2006 après être passée par le carré d'art de Nîmes, le FRAC Champagne et le Mac de Marseille.
L'Institut d'art contemporain de Villeurbanne accueille régulièrement des expositions consacrées à des artistes contemporains internationaux, comme Brion Gysin, Jean-Charles Massera, Laurent Montaron en 2009, Matt Mullican en 2010, ou Joachim Koester en 2012.
En 2007, l'Institut d'art contemporain de Villeurbanne a abrité une partie de la Biennale d’art contemporain de Lyon.
En 2008 pour son trentième anniversaire, l’IAC invitait Jean-Louis Maubant à concevoir une exposition d’anthologie accompagnée d’une importante publication rétrospective présentant une chronologie complète et détaillée des activités du centre d’art.
En 2012, Nathalie Ergino a donné les clefs de l'IAC à Berdaguer et Péjus en 2014, au plasticien Guillaume Lebon.
Nathalie Ergino a profité en 2016 de ses dix ans à la tête de l’Institut d’art contemporain pour monter une exposition dont l’ambition était de « revenir sur les dix années de création, d’expositions, d’acquisitions et de recherches, menées » sous sa direction.
Pour les 40 ans de l'IAC, en 2018, il n'y a pas eu de grande célébration mais des invitations à des artistes comme Katinka Bock ou des présentations de la collection avec différentes thématiques.
Au printemps 2019, Nathalie Ergino a confié la totalité de l'IAC à l'Espagnol Daniel Steegmann Mangrané qui a transformé tout le lieu.
De juillet à novembre 2021, l'Institut d'art contemporain de Villeurbanne accueille une exposition d'Apichatpong Weerasethakul, artiste et cinéaste thaïlandais palme d'or au festival de Cannes en 2010.
En 2018, l’équipe de l’IAC est majoritairement composée de femmes (quatorze sur les dix-huit membres de l’organigramme). 
L'IAC propose de visiter virtuellement ses collections d'oeuvres via son site internet.

## Transports en commun
L’Institut d’art contemporain est situé à 10 minutes de la gare SNCF de Lyon Part-Dieu.
Avec les transports en commun, vous pouvez accéder à l’Institut d’art contemporain par :
- à la station Institut d'art contemporain ;
- à la station Ferrandière ;
- à la station Alsace.

Ce site est desservi par la station de métro République - Villeurbanne.